# 1874 w muzyce
Wydarzenia muzyczne w 1874 roku.

## Wydarzenia
- 15 stycznia – w Lipsku odbyła się premiera pieśni „Wie froh und frisch” op.33/14 Johannesa Brahmsa[1][2]
- 24 stycznia – w Paryżu odbyła się premiera „Suite de valses” Henriego Duparca[1][2]
- 30 stycznia – w Lipsku odbyła się premiera pieśni „Wie froh und frisch” op.32/6 Johannesa Brahmsa[1][2]
- 1 lutego – w Monachium odbyła się premiera pieśni „Darthulas Grabesgesang” op.42/3 Johannesa Brahmsa[1][2][3]
- 5 lutego – w Lipsku odbyła się premiera trzech tańców węgierskich WoO 1 Johannesa Brahmsa: „Allegro molto (G minor)”, „Allegretto (F major)” oraz „Presto (E major)”[1][2][4]

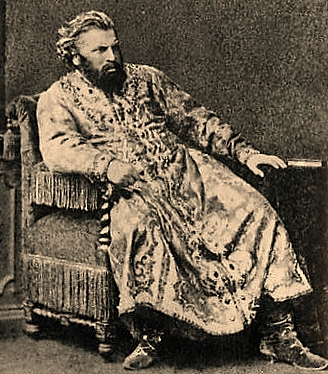
Rosyjski śpiewak operowy (baryton) Iwan Mielnikow w roli cara Godunowa z opery Borys Godunow w premierowym występie z 1874

- 8 lutego – w sanktpetersburskim Teatrze Maryjskim miała miejsce prapremiera opery Borys Godunow Modesta Musorgskiego[1][2]
- 10 lutego – w wiedeńskiej Sophiensaal miała miejsce premiera „Fledermaus-Polka” op.362 Johanna Straussa (syna)[1][2]
- 15 lutego – w paryskim Cirque d'hiver miała miejsce premiera uwertury „Patrie” op.19 Georges’a Bizeta[1][2][5]
- 22 lutego – premiera uwertury „Phèdre” Jules’a Masseneta[1][2]
- 5 marca – w Wiedniu odbyła się premiera pieśni „Eine gute, gute Nacht” op.59/6 Johannesa Brahmsa[1][2]
- 6 marca – w Moskwie odbyła się premiera „Rêverie du soir” op.19/1 Piotra Czajkowskiego[1][2]
- 14 marca – w Wiedniu odbyła się premiera pieśni „Sulima” op.33/13 Johannesa Brahmsa[1][2]
- 16 marca – w Budapeszcie odbyła się premiera „Des toten Dichters Liebe” S.349 Ferenca Liszta[1][2][6]
- 21 marca – w genueńskim Teatro Carlo Felice miała miejsce premiera opery Salvator Rosa Antônia Carlosa Gomesa[1][2]
- 22 marca – w Moskwie odbyła się premiera „String Quartet No.2” op.22 Piotra Czajkowskiego[1][2][7]
- 25 marca – w londyńskim Pałacu Kryształowym miała miejsce premiera „Variations on a Hungarian Song” op.21 No.2 Johannesa Brahmsa[1][2][8]
- 27 marca – w praskim Provisional Theatre miała miejsce premiera opery The Two Widows Bedřicha Smetany[1][2][9]
- 28 marca – w Paryżu odbyła się premiera „Variations on a Theme of Beethoven” op.35 Camille Saint-Saënsa[1][2]
- 29 marca – w Pradze odbyła się premiera Symphony No.3 op.10 Antonína Dvořáka[1][2][10]
- 5 kwietnia – w wiedeńskim Theater an der Wien miała swoją premierę operetka Zemsta nietoperza Johanna Straussa syna[1][2][11]
- 14 kwietnia – w barcelońskim Gran Teatre del Liceu miała miejsce premiera opery L'ultimo abenzeraggio Felipe Pedrellego[1][2]
- 21 kwietnia – w Pradze odbyła się premiera „The Bouquet” („Flowery Message” / „Kytice”) op.7/5 Antonína Dvořáka[1][2][12]
- 22 kwietnia – w paryskim Théâtre Favart miała miejsce premiera opery Gille et Gillotin Ambroise’a Thomasa[1][2][13]
- 24 kwietnia – w sanktpetersburskim Teatrze Maryjskim miała miejsce prapremiera opery Oprycznik Piotra Czajkowskiego[1][2][14]
- 6 maja – w Monachium odbyła się premiera pieśni „O komme, holde Sommernacht” op.58/4 Johannesa Brahmsa[1][2]
- 6 maja – w Turynie odbyła się premiera walca „Wo die Citronen blüh'n!” op.364 Johanna Straussa (syna)[1][2]
- 13 maja – w Lipsku odbyła się premiera pieśni „Marias Wallfahrt” op.22/3 Johannesa Brahmsa[1][2][15]
- 14 maja – w Wiedniu odbyła się premiera pieśni „Serenade” op.58/8 Johannesa Brahmsa[1][2]
- 21 maja – w paryskim Théâtre des Bouffes-Parisiens miała miejsce premiera opery Bagatelle Jacques’a Offenbacha[1][2][16]
- 22 maja – w mediolańskim San Marco miała miejsce premiera Messa da Requiem Giuseppe Verdiego[1][2][17]
- 4 sierpnia – w wiedeńskim Neue Welt miała miejsce premiera walca „Du und Du” op.367 Johanna Straussa (syna)[1][2]
- 6 września – w wiedeńskim Neue Welt miała miejsce premiera polki „Tik-Tak” op.365 Johanna Straussa (syna)[1][2]
- 23 września – w Christianii odbyła się premiera kantaty „At the Halfdan Kjerulf Statue” EG 167 Edvarda Griega[1][2]
- 31 października – w paryskim Théâtre des Bouffes-Parisiens miała miejsce premiera opery Madame l'archiduc Jacques’a Offenbacha[1][2][18]
- 8 listopada – w Wiedniu odbyła się premiera trzech pieśni Johannesa Brahmsa: „Von alten Liebesliedern” op.62/2, „Waldesnacht” op.62/3 oraz „Dein Herzlein mild” op.62/4[1][2][19]
- 14 listopada – w Sankt Petersburgu odbyła się premiera „Chant sans paroles” op.2/3 Piotra Czajkowskiego[1][2]
- 24 listopada – w praskim Provisional Theatre miała miejsce premiera opery King and Charcoal Burner Antonína Dvořáka[1][2]
- 1 grudnia – w Lipsku odbyła się premiera pieśni „An die Nachtigall” op.46/4 Johannesa Brahmsa[1][2]
- 12 grudnia – w Paryżu odbyła się premiera dwóch pieśni Gabriela Fauré: „Rêve d’amour” op.5/2 oraz „Ici-bas!” op.8/3[1][2]
- 16 grudnia – w Monachium odbyła się premiera 4 pieśni Johannesa Brahmsa: „Junge Lieder” cz. I i II oraz „Heimweh” cz. I i II[1][2]
- 26 grudnia – w londyńskim Alhambra Theatre miała miejsce premiera opery Whittington Jacques’a Offenbacha[1][2]

## Urodzili się
- 1 stycznia – Hugo Leichtentritt, niemiecki muzykolog i kompozytor (zm. 1951)
- 4 stycznia – Josef Suk, czeski skrzypek i kompozytor (zm. 1935)
- 29 stycznia – Robert Lach, austriacki kompozytor i muzykolog (zm. 1958)
- 16 lutego
  - Max Lewandowsky, niemiecki muzyk, kompozytor i dyrygent (zm. 1906)
  - Helena Ottawowa, polska pianistka, pedagog muzyczna (zm. 1948)
- 19 lutego – Adolf Gużewski, polski kompozytor, pianista, dyrygent orkiestr symfonicznych i pedagog (zm. 1920)
- 20 lutego – Mary Garden, szkocka śpiewaczka operowa (sopran liryczny, mezzosopran) (zm. 1967)
- 12 marca – Edmund Eysler, austriacki kompozytor operetkowy, jeden z głównych przedstawicieli II operetki wiedeńskiej (zm. 1949)
- 26 marca – Oskar Nedbal, czeski altowiolista, kompozytor i dyrygent muzyki klasycznej (zm. 1930)
- 31 marca – Henri Marteau, francuski skrzypek i kompozytor (zm. 1934)
- 6 kwietnia – Hermann Dostal, austriacki kompozytor i aranżer (zm. 1930)
- 9 kwietnia – Julius Bittner, austriacki kompozytor (zm. 1939)
- 15 kwietnia – Karol Paweł Rostworowski, polski kompozytor, autor licznych pieśni (zm. 1927)
- 14 maja – Polaire, francuska piosenkarka i aktorka (zm. 1939)
- 27 maja – Dustin Farnum, amerykański aktor, wokalista i tancerz (zm. 1929)
- 29 maja – Albin Eschrich, niemiecki dyrygent, kompozytor (zm. 1946)
- 26 lipca – Siergiej Kusewicki, rosyjski dyrygent (zm. 1951)
- 29 lipca – Amedeo Bassi, włoski śpiewak operowy (tenor) (zm. 1949)
- 9 sierpnia – Reynaldo Hahn, francuski kompozytor, dyrygent (zm. 1947)
- 13 września – Arnold Schönberg, austriacki kompozytor muzyki współczesnej (zm. 1951)
- 21 września – Gustav Holst, angielski kompozytor, dyrygent, puzonista i pedagog (zm. 1934)
- 15 października – Selma Kurz, austriacka śpiewaczka operowa (sopran) (zm. 1933)
- 20 października – Charles Ives, amerykański kompozytor (zm. 1954)
- 13 listopada – Marguerite Long, francuska pianistka (zm. 1966)
- 6 grudnia – Józef Ozimiński, polski skrzypek i dyrygent, pedagog (zm. 1945)
- 22 grudnia – Franz Schmidt, austriacki kompozytor, wiolonczelista i pianista (zm. 1939)
- 24 grudnia – Adam Didur, polski śpiewak operowy (bas), dyrektor i organizator Opery Śląskiej w Bytomiu (zm. 1946)
- 25 grudnia – Lina Cavalieri, włoska śpiewaczka operowa (sopran) (zm. 1944)

## Zmarli
- 13 lutego – Johann Friedrich Franz Burgmüller, niemiecki pianista i kompozytor (ur. 1806)
- 20 marca – Hans Christian Lumbye, duński kompozytor (ur. 1810)
- 27 kwietnia – Pietro Mongini, włoski śpiewak operowy (tenor) (ur. 1828)
- 1 maja – Vilém Blodek, czeski kompozytor i flecista (ur. 1834)
- 22 maja – Maria Kalergis, polska pianistka i mecenas sztuki, hrabianka (ur. 1822)
- 6 października – Thomas Tellefsen, norweski pianista, kompozytor i pedagog (ur. 1823)
- 26 października – Peter Cornelius, niemiecki kompozytor, skrzypek, librecista i poeta (ur. 1824)
- 22 grudnia – Johann Peter Pixis, niemiecki kompozytor, pianista i pedagog (ur. 1788)